# 布罗特莱吕克瑟伊
布罗特莱吕克瑟伊（法語：Brotte-lès-Luxeuil，法語發音：[bʁɔt lɛ lyksœj]，意为“吕克瑟伊附近的布罗特”）是法国上索恩省的一个市镇，属于吕尔区。

## 地理
布罗特莱吕克瑟伊（47°45'24"N, 6°20'52"E）面积6.87 平方千米，位于法国勃艮第-弗朗什-孔泰大區上索恩省，该省份为法国东部内陆省份，北起顺时针与孚日省、贝尔福地区省、杜省、汝拉省、科多尔省和上马恩省接壤。
与布罗特莱吕克瑟伊接壤的市镇（或旧市镇、城区）包括：博东库尔、阿永库尔、拉沙佩勒-莱吕克瑟伊、当伯努瓦莱科隆布、热讷夫雷、塞尔维涅、维松库尔。

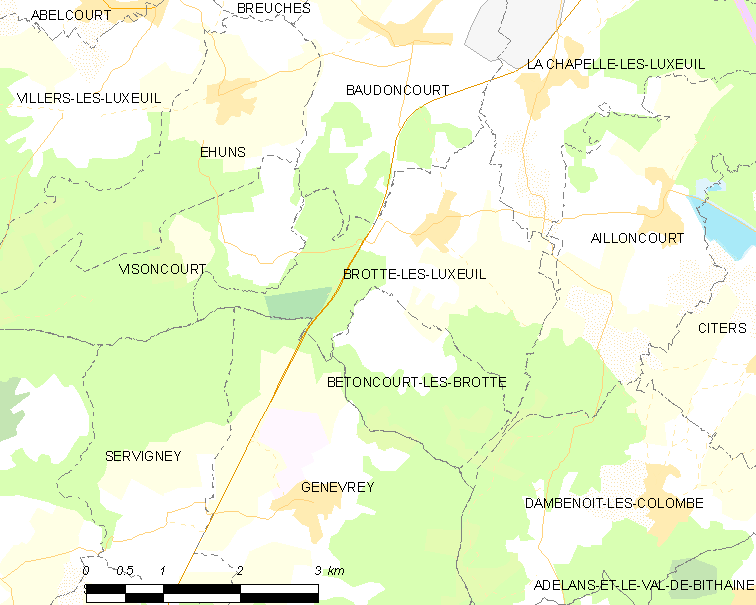
布罗特莱吕克瑟伊的OSM定位图

布罗特莱吕克瑟伊的时区为UTC+01:00、UTC+02:00（夏令时）。

## 行政
布罗特莱吕克瑟伊的邮政编码为70300，INSEE市镇编码为70098。

## 政治
布罗特莱吕克瑟伊所属的省级选区为吕克瑟伊莱班县。

## 人口

1962-2008年间布罗特莱吕克瑟伊人口变化图示

布罗特莱吕克瑟伊于2022年1月1日时的人口数量为198人。